# Parafia św. Jana Nepomucena w Wielkim Buczku
Parafia św. Jana Nepomucena w Wielkim Buczku – parafia rzymskokatolicka należąca do dekanatu Trzcinica w diecezji kaliskiej. Została powołana 1 lipca 2000 roku. Proboszczem od 1 sierpnia 2023 roku jest ks. Jakub Grzybowski.

## Zasięg parafii
Do parafii należą wierni z miejscowości: Wielki Buczek, Mały Buczek, Buczek - Szarlota, Buczek - Okrzyce, Buczek - stacja PKP, Buczek - Marysławin, Piotrówka, Hanobry, Jelenia Głowa, Różyczka.

## Miejsca kultu
Na terenie parafii Wielki Buczek znajduje się: kościół parafialny pw. św. Jana Nepomucena w Wielkim Buczku i kościół filialny pw. św. Antoniego w Piotrówce.